# Obloukový most

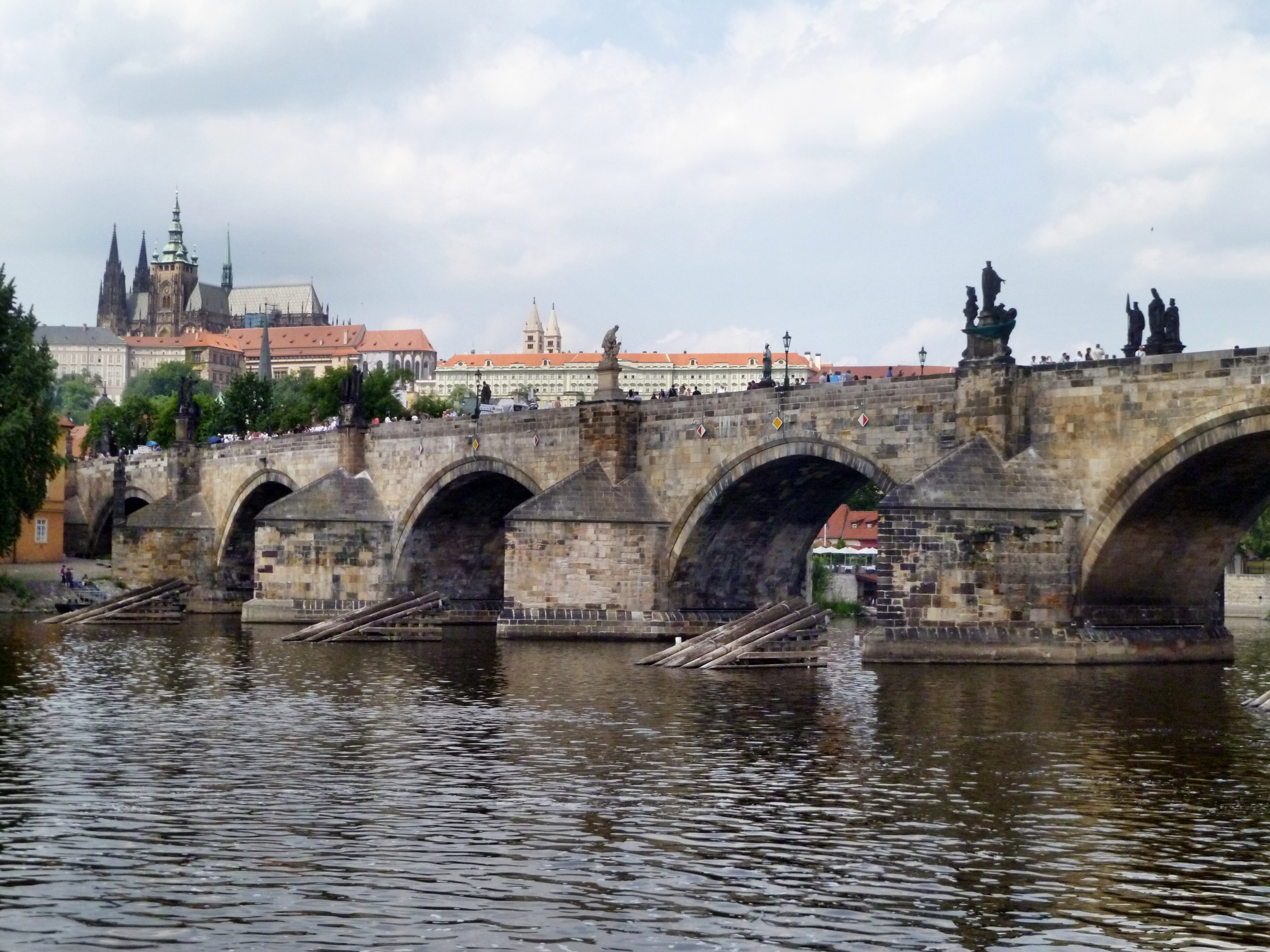
Karlův most patří mezi obloukové mosty

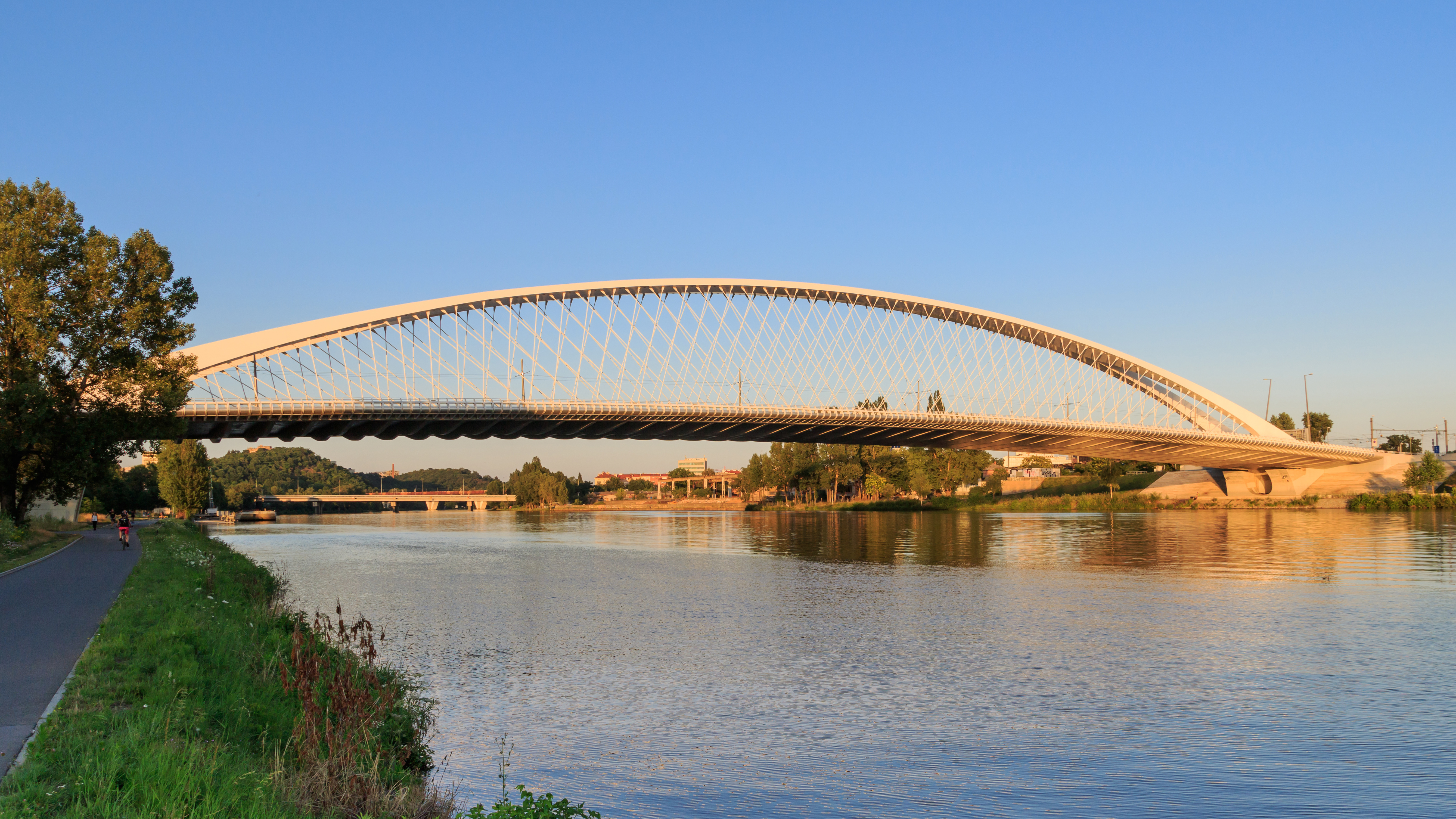
Trojský most je obloukový most typu Langerův trám

Obloukový most je typ mostu, který k překlenutí překážky používá jeden nebo více oblouků. Základní rozdělení podle konstrukčního řešení je:
- klenutá konstrukce – oblouky mostu jsou tvořeny valenou klenbou, typicky historické kamenné mosty
- oblouková konstrukce – konstrukce mostu je tvořená obloukem či oblouky nesoucími mostovku, typicky ocelové a betonové mosty

Tyto mosty fungují přenášením hmotnosti mostu a jeho zátěže hlavně na horizontální tlak, který se přenáší do opěrných pilířů či základů v podloží po stranách mostu, přičemž v celém průběhu průřezu nosné konstrukce nevzniká oblast tahu. V minulosti byl tento typ konstrukce používán právě pro tuto jeho vlastnost, což dovolovalo vybudovat most (viadukt, akvadukt) z kamenných bloků, které zatížení tahem neumožňují. V současnosti se tento typ nosné konstrukce využívá při přemostění údolí při vhodných geologických podmínkách, tj. oba konce nosného oblouku se vetknou do skalnatého podloží. Umožní se tak přemostění na větší vzdálenosti při použití štíhlejší konstrukce. Takto postavené mosty mají velmi dobrý vzhled, i když jejich stavba je poměrně náročná. Dalším typem obloukových mostů jsou mosty spřažené, kde horizontální síly zachycuje ocelová či ocelobetonová mostovka, která funguje společně s nosnou obloukovou konstrukcí, např. most Apollo v Bratislavě. Zvláštním typem je pak Langerův trám, který kombinuje most obloukový s mostem zavěšeným.

## Galerie

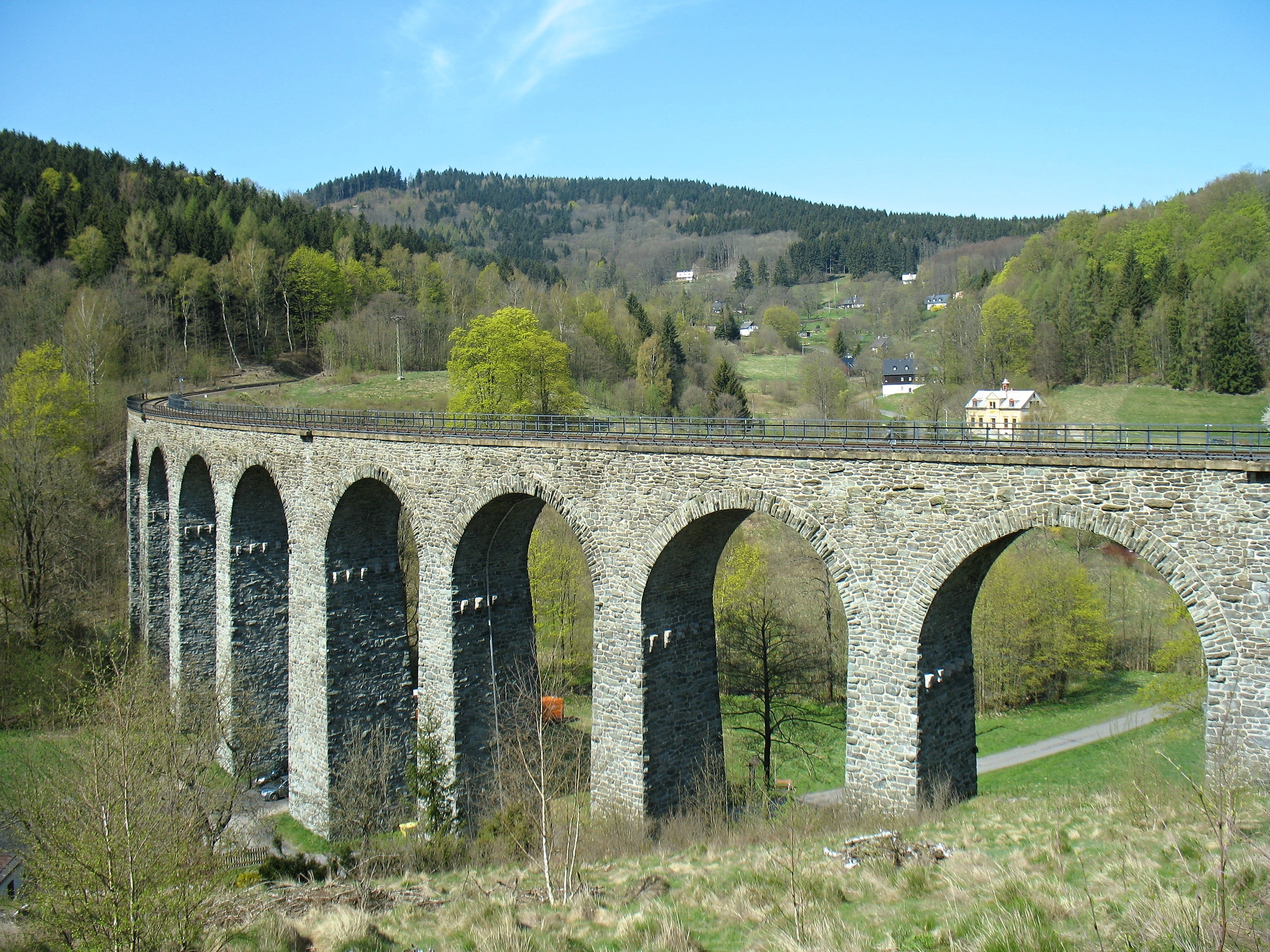
Kamenný klenutý most (železniční viadukt v Novině)
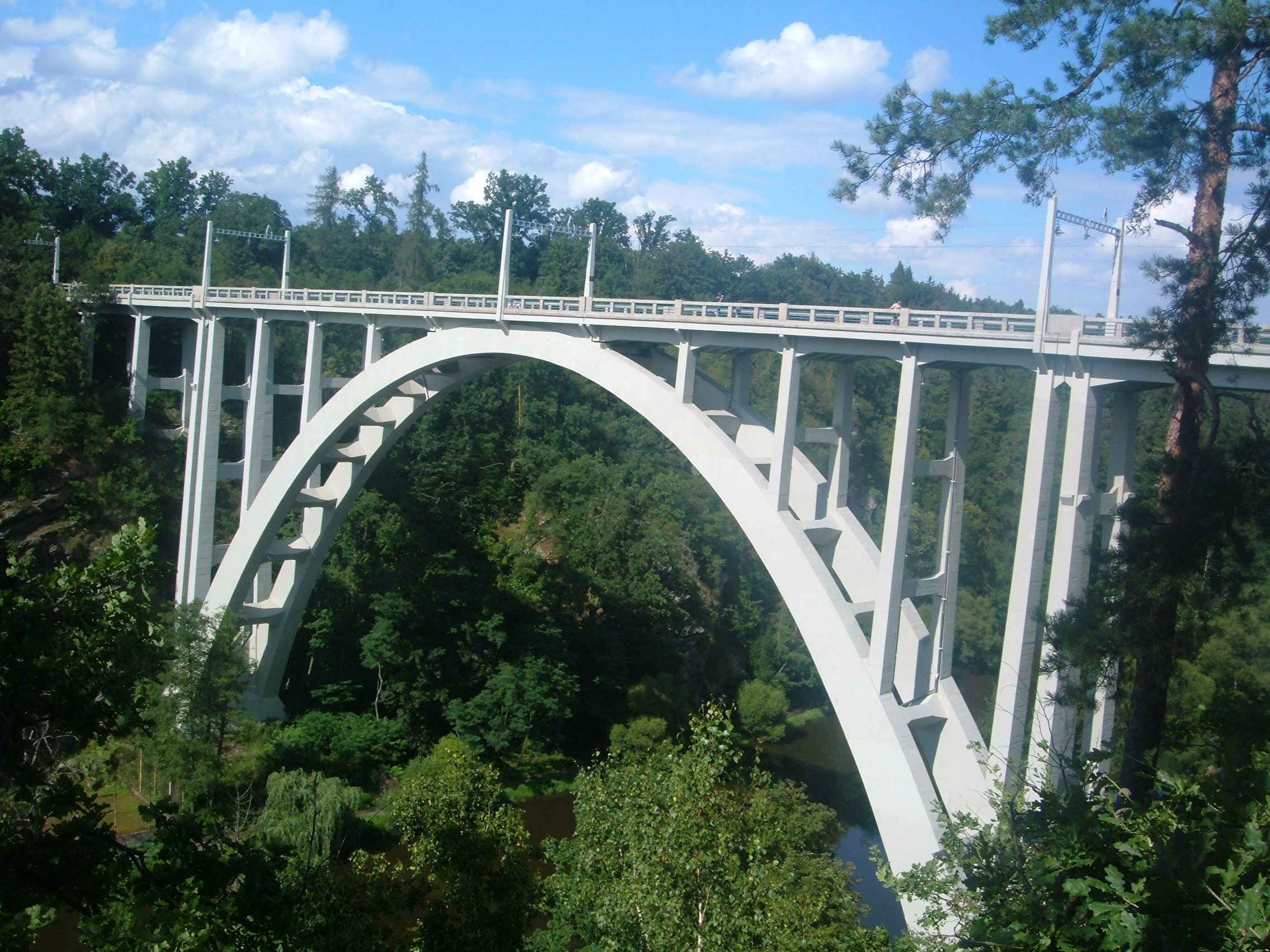
Oblouková konstrukce s horní mostovkou (Bechyňská Duha)
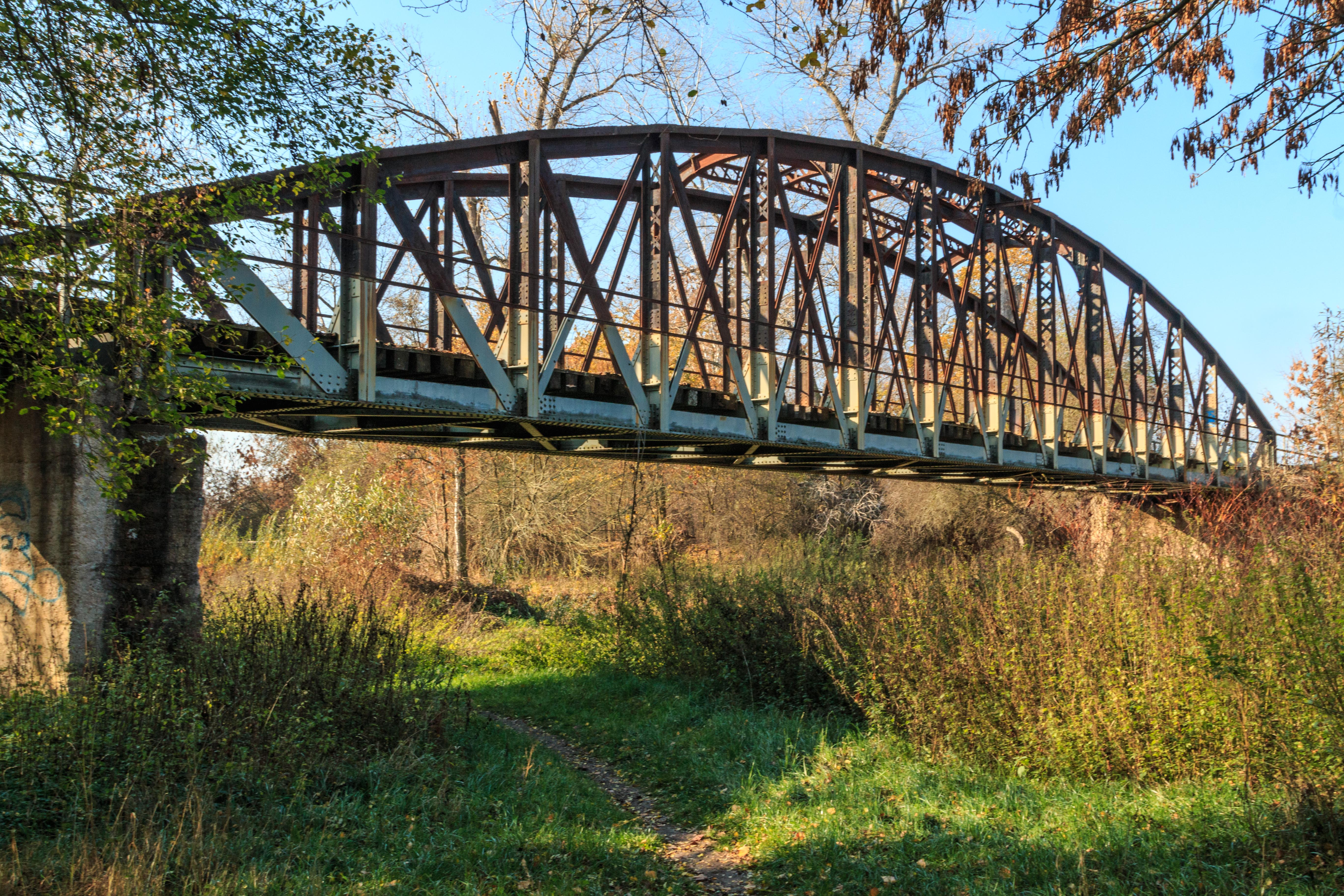
Oblouková konstrukce s dolní mostovkou (Kohnův most v Pardubicích)
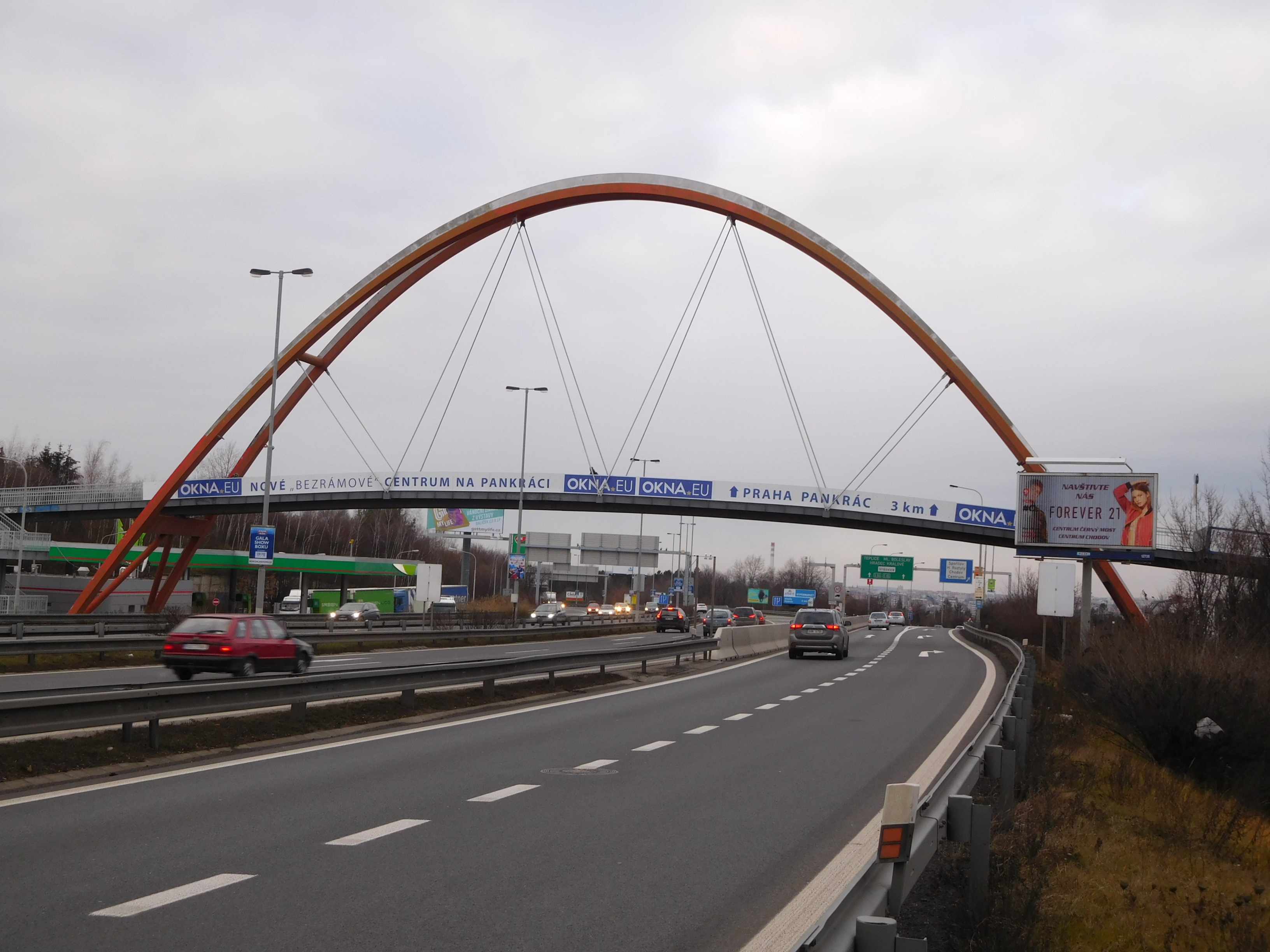
Oblouková konstrukce s mezilehlou mostovkou (Lávka Roztyly – Chodovec)